# Laxta aptera
Laxta aptera är en kackerlacksart som beskrevs av Roth, L. M. 1992. Laxta aptera ingår i släktet Laxta och familjen jättekackerlackor. Inga underarter finns listade i Catalogue of Life.